# Layers (Buch)
Layers ist ein deutschsprachiger Jugendthriller der österreichischen Schriftstellerin Ursula Poznanski. Erstmals erschienen ist das Buch 2015 im Loewe-Verlag. Es hat 445 Seiten, die in 35 Kapitel aufgeteilt sind. Die Altersempfehlung des Verlages liegt bei 14 Jahren.

## Handlung
Das Buch spielt in Wien, es handelt vom obdachlosen Dorian, dessen Mutter vor einigen Jahren verstarb und dessen Vater daraufhin gewalttätig wurde. Seitdem er von zu Hause abgehauen ist, lebt er auf der Straße. Er versucht, nicht unangenehm aufzufallen. So ernährt er sich zum Beispiel gelegentlich von Gratisproben in Supermärkten, achtet dann aber darauf, diesen Supermarkt die nächsten Wochen nicht zu betreten, um nicht als Obdachloser erkannt zu werden. Außerdem klaut er nicht und selbst, als ein anderer Obdachloser namens Emil ihm fünf Euro klaut, bleibt er zunächst ruhig. Selbst als er die Gelegenheit hat, Emil dessen Geld zu klauen, holt er sich nur sein eigenes Geld zurück.
Am nächsten Morgen wacht er plötzlich neben der Leiche Emils auf. Neben ihm liegt sein blutverschmiertes Taschenmesser; doch er kann sich an nichts erinnern. Ein Fremder namens Nicolas Korte spricht ihn an und bietet ihm an, mit ihm zu kommen. Aus Angst vor der Polizei vertraut er Nicolas, welcher ihn in einen schwarzen Van einsteigen lässt und mit ihm zu einer abgelegenen Villa fährt. Dorian erfährt, dass die Villa einem Mann namens Raoul Bornheim gehört, der es sich zur Aufgabe gemacht hat, in Not geratenen Jugendlichen zu helfen. Er trifft auf Stella und Melvin, welche ihn freundlich aufnehmen und bei denen er sich sehr wohlfühlt. Vor allem Stella wächst ihm innerhalb der nächsten Tage immer mehr ans Herz. Dorian erfährt, dass als „Gegenleistung“ zur Unterkunft in Bornheims Villa Unterricht in verschiedenen Fächern belegt werden muss. Neben zwei erwachsenen Lehrern unterrichten die Jugendlichen sich selbst. Bornheims Ziel ist es, den Jugendlichen eine gute Zukunft mit einem Schulabschluss zu ermöglichen.
Als nächste Aufgabe wird er für das Verteilen von Flyern in der Stadt eingeteilt. Diese Flyer werben für Bornheims wohltätige Organisationen und rufen zum Spenden auf. Ihm fällt auf, dass einige Passanten stehenbleiben und ihn einfach nur anstarren, ohne etwas zu sagen, doch er denkt sich nichts dabei.
Er bekommt wenig später von Bornheim eine neue Aufgabe zugeteilt: Er soll von nun an statt Flyer zu verteilen Werbegeschenke ausliefern. Bornheim betont, dass er sehr stolz auf Dorian ist und viel von ihm erwartet. Stolz tritt er seine neue Aufgabe an. Der Fahrer Bertold erklärt ihm am nächsten Morgen, was genau er zu tun hat: Dorian soll ein kleines Päckchen an einen wohlhabenden Geschäftsmann ausliefern. Dafür muss er in dessen Bürokomplex gelangen, sein Büro finden und soll dann nach der Auslieferung mindestens fünf Minuten vor ihm stehenbleiben. Er darf nur einen einzigen Satz sagen, der lautet: „Dies ist die zweite Lieferung“. Das ganze kommt Dorian zwar sehr komisch vor, doch um Bornheim zu beeindrucken, erfüllt er den Auftrag genauso wie er es machen soll und Bertold holt ihn pünktlich wieder ab.
Diese Art von Aufträgen absolviert Dorian in den nächsten Tagen immer wieder, doch die Empfänger reagieren sehr unterschiedlich auf die „zweite Lieferung“: Ein Chefredakteur einer Zeitung freut sich über die Lieferung und fragt Dorian: „Wenn sie hält was sie verspricht?“. Ein anderer ist völlig entsetzt und nimmt die Lieferung nicht an, spricht sogar davon, jemand wolle Dorian töten. Er bietet Dorian an, mit ihm zur Polizei zu gehen, doch Dorian weigert sich aus Angst vor dem toten Emil, auch wenn er sich nicht sicher ist, ob er ihn umgebracht hat.
Er verlässt das Gebäude samt seinem Werbegeschenk und läuft zum vereinbarten Treffpunkt mit Bertold, doch dieser ist dieses Mal nicht da. Er wartet einige Zeit, doch Bertold kommt nicht, also geht er zum Fluss, dort kennt er von seiner Zeit als Obdachloser noch einige Lüftungsschächte, über denen er die Nacht überstehen könnte. Trotz der klaren Anweisung, das Paket auf keinen Fall zu öffnen, öffnet er es und findet eine Brille im Inneren. Als er sie aufsetzt, erschrickt er: An einer Hauswand steht groß und grün: „MÖRDER“. Mit seinen Augen kann er ein Menü öffnen, in dem er das GPS ausstellt.
Am selben Abend geht er zurück zum Treffpunkt, doch niemand ist dort. Erst als er wieder weggeht, nähert sich ein schwarzer Van, aus dem Bertold, sein Sportlehrer und einige andere Männer aussteigen. Doch sie sehen nicht so aus, als wollten sie ihn finden, eher so, als wollten sie ihn fangen.
Mittlerweile hat er herausgefunden, dass die Träger der Brille verschiedenste Zusatzinformationen über ihre Umgebung erhalten können, zum Beispiel Steckbriefe über Personen, Warnungen vor Ärzten, die mehrmals schon Kunstfehler begangen hatten, oder auch einen mysteriösen Countdown, der Tag für Tag nach unten zählt. Er findet heraus, dass das Verteilen der Flyer eigentlich nur dazu dient, einen virtuellen Steckbrief mit sich herumzutragen. So erhält er zum Beispiel unverhofft Informationen über das Leben von seinen ehemaligen Mitbewohnern.
Obwohl er durch die Brille immer wieder Botschaften erhält, niemand wolle ihm etwas tun und man würde auf ihn warten, um ihn nach Hause zu bringen, vertraut er diesen Botschaften nicht und schlägt sich jetzt wieder auf der Straße durch. Immer wieder finden Bertold und andere seinen Aufenthaltsort heraus und er muss sich vor ihnen in Sicherheit bringen. Sein Vertrauen in Bornheim schwindet immer mehr, zum Beispiel wegen einer Animation, die seine Freundin Stella erhängt von einer Brücke hängen lässt.
Irgendwann erwischt ihn einer der Leute, die ihn fangen wollen, genannt „Mambas“, doch es ist Melvin, ein ehemaliger Mitbewohner und Freund, der sich ihm anschließt und ihn über die Mambas aufklärt: Mambas sind eine Art Geheimdienst Bornheims, die abgehauene Jugendliche wieder einfangen oder auch Gegner der Brille, eigentlich „Visioner“ genannt, eliminieren. Melvin selbst war einige Zeit vor Dorians Verschwinden aus der Villa abgehauen, aber eigentlich nur zu den Mambas gewechselt.
Die nächsten Tage übernachten sie in einer Hütte in einer Schrebergartensiedlung. Dorian erfährt, dass der Countdown auf eine Show hinunterzählt bei der unter anderem Stella, ein „Showgirl“ sein soll. Außerdem erfährt er, wenn auch etwas in Rätseln, dass Bornheim plant, den Austragungsort der Show anzuzünden oder explodieren zu lassen. Dorian vermutet, dass Bornheim dort alle seine Feinde eingeladen hat, um sie alle auf einmal zu vernichten. Um Stella zu retten, plant er, diese Explosion zu verhindern.
Als Dorian einmal kurz durch den Visionär abgelenkt ist, ist Melvin plötzlich verschwunden und auch nach einer langen Suche findet er ihn nicht mehr. Also wartet er alleine auf den Countdown und plant sein Vorgehen. Er entscheidet sich dazu, den Visionär aufzulassen, auch wenn das Bornheims Leuten unzweifelhaft die Möglichkeit gibt, ihn zu lokalisieren. Nur durch Layer, also durch diese Einblendungen, die nur mit dem Visionär zu sehen sind, kann er den Ort der Show ausfindig machen. Er durchsucht schlechten Gewissens Melvins Rucksack und findet darin einen Taser und eine Pistole, welche er beide mitnimmt.
Tatsächlich leiten ihn eine Reihe von grauenhaften Layern zur Show: Riesige Drachen, eine Schlange, Melvin, der seinen Kopf unter seinem Arm trägt und so weiter. Am Ende findet er zwei Villen, die beide der von Bornheim sehr ähnlich sehen. Er entscheidet sich dazu, am Tag der Show wiederzukommen.
Eine goldene Null, die durch den Visionär sichtbar über einer der Villen schwebt, versichert ihm, dass er hier richtig ist. Er wartet bis zum Abend und kann währenddessen einige schwarze Limousinen vorfahren sehen. Am Abend klettert er dann über den Zaun und schlüpft durch einen glücklichen Zufall durch einen offen stehenden Lieferanteneingang. Eine Reihe von schrecklichen Layern, wie dutzende Maden vor einer Tür, weisen ihm den Weg. Schließlich landet er in einem Büro, das dem von Bornheim sehr ähnlich sieht. Tatsächlich kommt Bornheim kurz darauf hinter einer Wand hervor, doch anstatt ihn festzuhalten oder, so wie vorher durch einige Layer angekündigt, aus dem Weg zu schaffen, ist er völlig überrascht über Dorians Erscheinen. Er bietet ihm an, in die Villa zurückzukommen. Dorian regt diese scheinheilige Art nur noch mehr auf, und er greift zu Melvins Pistole und fordert, Stella sofort hierher zu bringen. Bornheim kommt diesem Wunsch nach, doch durch einen Layer sieht Bornheims Telefon so aus wie eine Fernbedienung. Als Bornheim zu diesem Handy greift – eigentlich, um Stella herzubitten – denkt Dorian, er greift zu einer Fernbedienung, die die Explosion auslösen kann und in einer Kurzschlussreaktion schießt er Bornheim an.
Kurz darauf kommen Nicolas Korte, der Mann, der ihn in die Villa geholt hat, und Emil, der Obdachlose, der angeblich tot sein sollte in den Raum und sind sichtlich zufrieden: Dorian habe genau das getan, was sie gewollt hatten. Bornheim habe mit dem Visionär ein Produkt erfunden, das ihn zu einem der reichsten und mächtigsten Menschen der Welt machen könne; doch anstatt sich an der Technologie zu bereichern, benutzte er sie, um die Welt zu verbessern und so zum Beispiel gewaltsam wohltätige Handlungen zu erzwingen. Als Bornheims Nachfolger wollte Nikolas den Tod Bornheims beschleunigen und außerdem Dorian als eine Art Demonstration der Fähigkeiten des Visionär benutzen, da er einige von Bornheims Kunden für seine eigenen Interessen abwerben konnte. So designte er Layer, die Bornheim als schrecklichen Menschen darstellten. Diese wurden von Nicolas designt, waren aber nur für Dorian sichtbar. Bornheim hatte die ganze Zeit also nur versucht, Dorian zurück in die Villa zu holen und ihm eine gute Zukunft zu ermöglichen. Auch Melvin ist ein Komplize Nicolas und ist nicht gefangen worden, sondern einfach von Dorian abgehauen.
Völlig geschockt flieht Dorian aus dem Haus und rennt zur benachbarten Villa, wo währenddessen die Show (eine harmlose Vorstellung des Visionärs) stattfindet. Er findet einen Arzt, dem er mal einen Visionär ausgeliefert hat und führt ihn zu Bornheim. Später erfährt er, dass dieser den Schuss überlebt hat.
Bei der Polizei und später vor dem Gericht erzählt er die ganze Geschichte, doch er wird trotzdem in Untersuchungshaft gesteckt. Im Gefängnis bleibt er gut eine Woche, bevor Bornheim die Kaution bezahlt und Bertold in mit zu Villa nimmt. Bei verschiedenen Gesprächen mit Bornheim erzählt Dorian seine Geschichte und Bornheim ist sichtlich geschockt über das Tun von Nicolas. Auch Stella trifft er wieder und sie nehmen sich vor, gemeinsam ein neues Leben zu beginnen.